# Paradactylodon
Paradactylodon – rodzaj płazów ogoniastych z podrodziny Hynobiinae w rodzinie kątozębnych (Hynobiidae).

## Zasięg występowania
Rodzaj obejmuje gatunki występujące w  izolowanych populacjach w północnym Iranie i Afganistanie.

## Systematyka

### Etymologia
- Paradactylodon: gr. παρα para „blisko”; δακτυλος daktulos „palec”; οδους odous, οδων odōn „zęby”[5].
- Iranodon: Iran; rodzaj Ranodon Kessler, 1866[3]. Gatunek typowy: Batrachuperus persicus Eiselt & Steiner, 1970.
- Afghanodon: Afganistan; rodzaj Ranodon Kessler, 1866[3]. Gatunek typowy: Batrachuperus mustersi Smith, 1940.

### Podział systematyczny
Do rodzaju należą następujące gatunki:
- Paradactylodon mustersi (Smith, 1940) – góraszka afgańska[6]
- Paradactylodon persicus (Eiselt & Steiner, 1970)